# 張瑞圖
張瑞圖（1570年3月24日—1641年5月2日），字長公，一字無畫，號二水、白毫庵主、芥子居士、平等居士、果亭山人，福建晉江二十七都霞行乡（今青阳街道莲屿）人，明末政治人物，萬曆丁未探花及第。天啟間趨附魏忠賢閹党，仕至少保、太子太保戶部尚書武英殿大學士，魏忠賢敗死之後，張瑞圖被視為閹黨，除籍為民。

## 生平
隆慶四年（1570年）春二月初六日辰時，生於福建晉江縣城南門外之霞行鄉。早年家貧，日需費用僅靠其母紡織供給，常以大麥之稀粥充饑。萬曆二十四年（1596年），正月臨草書《杜甫渼陂行詩》卷。萬曆三十一年（1603年）八月，中癸卯科福建鄉試舉人。萬曆三十五年（1607年）登丁未科殿試一甲第三名進士（探花），授翰林院編修，官少詹事，後至禮部侍郎。天啟六年（1626年）官至禮部尚書兼東閣大學士。十月癸丑與黃立極、李國𣚴、施鳳來同為《光宗實錄》總裁，並晉太子太保文淵閣大學士，十一月晉少保兼太子太保戶部尚書武英殿大學士。
天啟七年（1627年）八月十一日，明熹宗駕崩。同年二十四日，信王朱由檢繼位，是為崇祯帝。十一月，崇祯帝置魏忠賢于鳳陽，籍其家，丁午詔治魏罪。初二，魏畏罪自殺。監生胡煥猷上疏劾張瑞圖等閣臣當魏忠賢專權時，漫無主持，事事逢迎，並為其生祠撰碑稱頌，宜亟罷黜。乃上疏自辯，並乞罷，未允。十二月，三次上疏引病求歸，並辭蔭子，未允。崇禎元年（1628年）三月，經過多次上疏要求，終於與施鳳來一同獲准致仕。加太保，蔭一子中書舍人。五月回鄉途中於濟河舟中作行書《韓愈山石詩》軸。後隱居晉江青陽白毫庵。崇禎十四年（1641年）三月二十日寅時，卒於晉江家中，享壽七十二。同年九月十八日夫人王氏卒，享壽六十九。
隆武二年（清順治三年，1646年），明紹宗因张瑞图為“阉党”成員，將其谥曰文隐。並由林欲楫作《明大學士張瑞圖暨夫人王氏墓誌銘》。

## 書畫

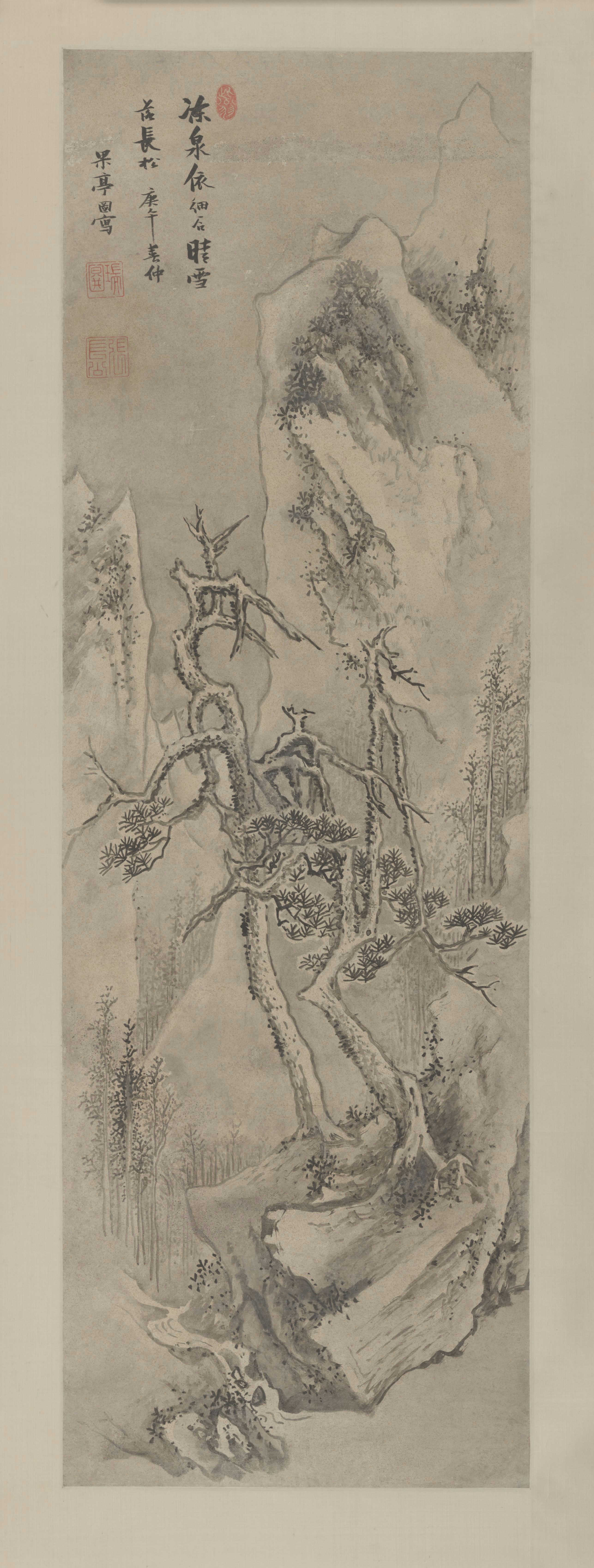
张瑞图绘《晴雪长松图》（北京故宫博物院藏）

張瑞圖書畫特長，善畫山水，尤工書，以“金剛杵”筆法著稱於世。曾為魏忠賢書寫“頌詞”，魏忠賢的生祠碑文，多其手書。

## 著作
《白毫菴集》

## 家族
曾祖张文璽，贈户部郎中。祖父张乔梓。父张志侹。母林氏。重庆下。兄瑞元、翼进（贡士）、瑞震。弟瑞圃、瑞國、瑞典、瑞書、瑞祺。